# Ha fiú lehetnék
A Ha fiú lehetnék Zalatnay Sarolta első nagylemeze, mely 1970-ben jelent meg a Qualitonnál. Kísérőzenekar a Metro együttes. Katalógusszáma: LPX 17404 (mono), SLPX 17404 (stereo). HCD17404 
Magyarországon 1977-ig Kovács Kati, Koncz Zsuzsa, Zalatnay Sarolta és Harangozó Teri volt az a négy énekesnő, akinek önálló saját albuma jelent meg.

## Az album dalai
A oldal
1. Frenreisz Károly – Sztevanovity Dusán: Ha fiú lehetnék ISWC T-007.099.151-3
2. Schöck Ottó – S. Nagy István: Vörös rák ISWC T-007.007.450-8
3. Frenreisz Károly – Sztevanovity Dusán: Szivárvány ISWC T-007.099.170-6
4. Frenreisz Károly – Sztevanovity Dusán: Majd a hetedik után ISWC T-007.099.157-9
5. Sztevanovity Zorán – Sztevanovity Dusán: Várlak
6. Frenreisz Károly – Szenes Iván: Tölcsért csinálok a kezemből ISWC T-007.174.851-0

B oldal
1. Schöck Ottó – S. Nagy István: Nem vagyok én apáca ISWC T-007.120.940-9
2. Frenreisz Károly – Sztevanovity Dusán: Mi ketten, s az éj ISWC T-007.000.714-5
3. Frenreisz Károly – S. Nagy István: Zöld borostyán ISWC T-007.003.830-0
4. Lovas Róbert – S. Nagy István: Majd meglátjuk ISWC T-800.869.641-2
5. Schöck Ottó – Sztevanovity Dusán: Egy szót se szólj ISWC T-007.008.840-2
6. Schöck Ottó – Sztevanovity Dusán: Karácsonyi kívánság ISWC T-007.008.848-0